# طائر النو النعري
طائِر النَّوّ النُعْري أو العَدّاء المجنح (الاسم العلمي: Pterodroma)، جنس طيور بحرية من فصيلة الطيور النوية، تتكون من حوالي 33 نوعًا. اسمها العلمي مشتق من اليونانية القديمة pteron، «جناح» وdromos «عَدّاء».